# 1934 у літературі

## Нагороди
- Нобелівську премію з літератури отримав італійський письменник і драматург Луїджі Піранделло.

## Нові книжки
- «Убивство у «Східному експресі»» — детективний роман Агати Крісті.
- «Чому не Еванс?» — детективний роман Агати Крісті.
- «Загадка Лістердейла» — збірка оповідань Агати Крісті.
- «Розслідує Паркер Пайн» — збірка оповідань Агати Крісті.
- «Незакінчений портрет» — напівавтобіографічний роман Агати Крісті.
- «Більше уколів, аніж стусанів» (англ. More Pricks Than Kicks) — збірка оповідань Семюела Беккета.
- «Ніч лагідна» — роман Френсіса Скотта Фіцджеральда.
- «Полювання на цирульника» (англ. The Blind Barber) — роман Джона Діксона Карра.
- «Тропік Рака» — роман Генрі Міллера.
- «Жага до життя» (англ. Lust For Life) — біографічний роман Ірвінга Стоуна про життя Ван Гога.
- «Третя рота вдома» — третя частина трилогії Йозефа Копта.
- «Стріли проти баронів» — перший твір британця Джефрі Тріза про Робіна Гуда.

### П'єси
- «Йерма» (ісп. Yerma) — п'єса Федеріко Гарсії Лорки.
- «Диявольська машина» (фр. La Machine infernale) — п'єса Жана Кокто.

### Поезія
- «Три перстені» — збірка віршів Богдана-Ігора Антонича.

## Народились
- 1 березня — Жак Шессе, швейцарський письменник (помер у 2009).
- 13 травня — Адольф Мушг, швейцарський поет, прозаїк, літературознавець.
- 27 травня — Гарлан Еллісон, американський письменник-фантаст.
- 4 листопада — Юдіт Герцберг, нідерландська поетеса і драматург.

## Померли
- 8 січня — Андрій Бєлий, російський письменник-символіст.
- 4 липня — Бялик Хаїм-Нахман, єврейський поет.
- 20 листопада — Йоель Лехтонен, фінський письменник, поет, літературний критик (народився у 1881).
- 23 листопада — Артур Вінґ Пінеро, англійський актор, драматург.